# Gambit (jeu de dames)
Pour les articles homonymes, voir Gambit.
Le gambit dans le jeu de dames est le fait d'offrir une ou plusieurs pièces à l'adversaire, en général un ou deux pions, puis de lui rendre le trait après un coup qui n'est, ni une prise, ni un autre sacrifice. 

## Types de gambits
Si le gambit est toujours une manœuvre tactique, puisque la prise d’une pièce offerte est obligatoire, le but peut être tactique comme stratégique.
L'objectif est tactique lorsque le mouvement suivant le sacrifice est l'attaque imparable d'un pion adverse, ou bien la mise en place d'un réseau de menaces tactiques, ou bien encore un mouvement immobilisant une structure de pions, l'adversaire n'ayant plus de coup jouable sans perdre des pions.
L'objectif est stratégique quand le gambit permet de déborder en offrant un passage à dame, d'affaiblir une aile, etc. À haut niveau de compétition, la réalisation d'autres gambits à but stratégique oblige parfois, quelque temps plus tard, l'adversaire à rendre la pièce, c'est-à-dire à en sacrifier une à son tour.
Il existe des gambits offensifs mais aussi des gambits défensifs permettant d'annuler ou d'échapper à certaines menaces.

## Exemples de gambits
Joués dans des parties historiques certains d’entre eux, au principe réutilisable, sont passés à la postérité :
- le gambit Manoury
- le gambit Dussaut
- le gambit Fayet
- le gambit Ricou[3]